# Tian Feng
|  | Aquest article tracta sobre l'assessor servint sota el senyor de la guerra de Dinastia Han Yuan Shao. Si cerqueu l'actor, vegeu «Tien Feng». |

En aquest nom xinès, el cognom és Tian.
Tian Feng (mort el 200), nom estilitzat Yuanhao (元皓), va ser un assessor del senyor de la guerra Yuan Shao durant el període de la tardana Dinastia Han Oriental de la història xinesa.

## Biografia
Després de derrotar a Gongsun Zan i absorbir gran part del seu exèrcit, Yuan Shao va tractar d'envair la capital, Xuchang, la qual aleshores era en possessió de Cao Cao. Tian, juntament amb Ju Shou, va objectar davant el pla de Yuan. Això no obstant, Shen Pei i Guo Tu van objectar davant Tian i Ju i van aconsellar de llançar l'atac. Yuan es va negar a seguir el consell de Tian i el va fer empresonar amb el pretext de baixar la moral de les tropes.
Està provat que Tian havia analitzat correctament la situació. Al camp de batalla, Yuan no va poder fer res degut a la seva indecisió, mentre que els seus comandants estaven molt distrets amb les seves hostilitats entre ells mateixos.
Després d'assabentar-se que Cao Cao havia desviat les seves tropes per envair a Liu Bei, Tian instà a Yuan Shao d'envair Xuchang. Amb tot, Yuan no va voler reunir les tropes perquè el seu fill n'estava malalt. Decebut, Tian va exclamar: "És llàstima! Només en presentar-se una oportunitat única, tot se'n va a rodar per la malaltia d'un nen."
Quan Liu Bei en fou derrotat, Yuan Shao va voler atacar a Cao Cao per una segona vegada. Tian tractà d'evitar-ho, raonant que el moment clau ja havia passat. Pel seu consell, va ser empresonat de nou. La batalla resultant entre Cao i Yuan va ser coneguda com la batalla de Guandu. Aquesta decisiva batalla va suposar la derrota desastrosa de Yuan.
En sentir la derrota de Yuan Shao, l'alcaid de la presó va pensar que Yuan tornaria en si i alliberaria a Tian, ja que les seves sàvies paraules havien resultat ser correctes. Això no obstant, Tian va dir: "El Protector Imperial (Yuan Shao) sembla liberal per fora, però és tancat i insegur en l'interior; és gelós i desmemoriat dels consells honestos. Si hagués obtingut la victòria, podria haver-me indultat. Ara que ha estat derrotat i avergonyit, no tinc esperança de viure." Un cop més, tenia raó. Quan Yuan va tornar, aquest va ser informat per un altre assessor de nom Pang Ji (el qual detestava a Tian) que Tian havia estat rient-se de la seva derrota i que havia mostrat massa orgull de les seves prediccions anteriors. Yuan encolerit, va ordenar que Tian fora executat. Tian va ser informat del seu destí i va decidir suïcidar-se.
Abans que Tian es suïcidara, va dir: "Una persona capaç que naix en aquest món i que no reconeix i serveix al senyor adequat, és un ignorant. Avui muir, però no sóc digne de llàstima."